# Hovk
Hovk es una localidad del raión de Ijevan, en la provincia de Tavush, Armenia, con una población censada en octubre de 2011 de 435 habitantes. 
Se encuentra ubicada en el centro de la provincia, a poca distancia del río Agstev —cuenca hidrográfica del río Kurá— y de la frontera con Azerbaiyán.

## Toponimia
El pueblo se conocía originalmente como Aghkikhlu. En 1978, fue renombrado en honor del poeta y dramaturgo azerí Samad Vurgun (1906-1956), ganador del Premio Lenin. Después de la independencia de Armenia, el 3 de abril de 1991, por decisión del Consejo Supremo de Armenia, Samed Vurghun pasó a llamarse Hovk.